# Jakob Rösler

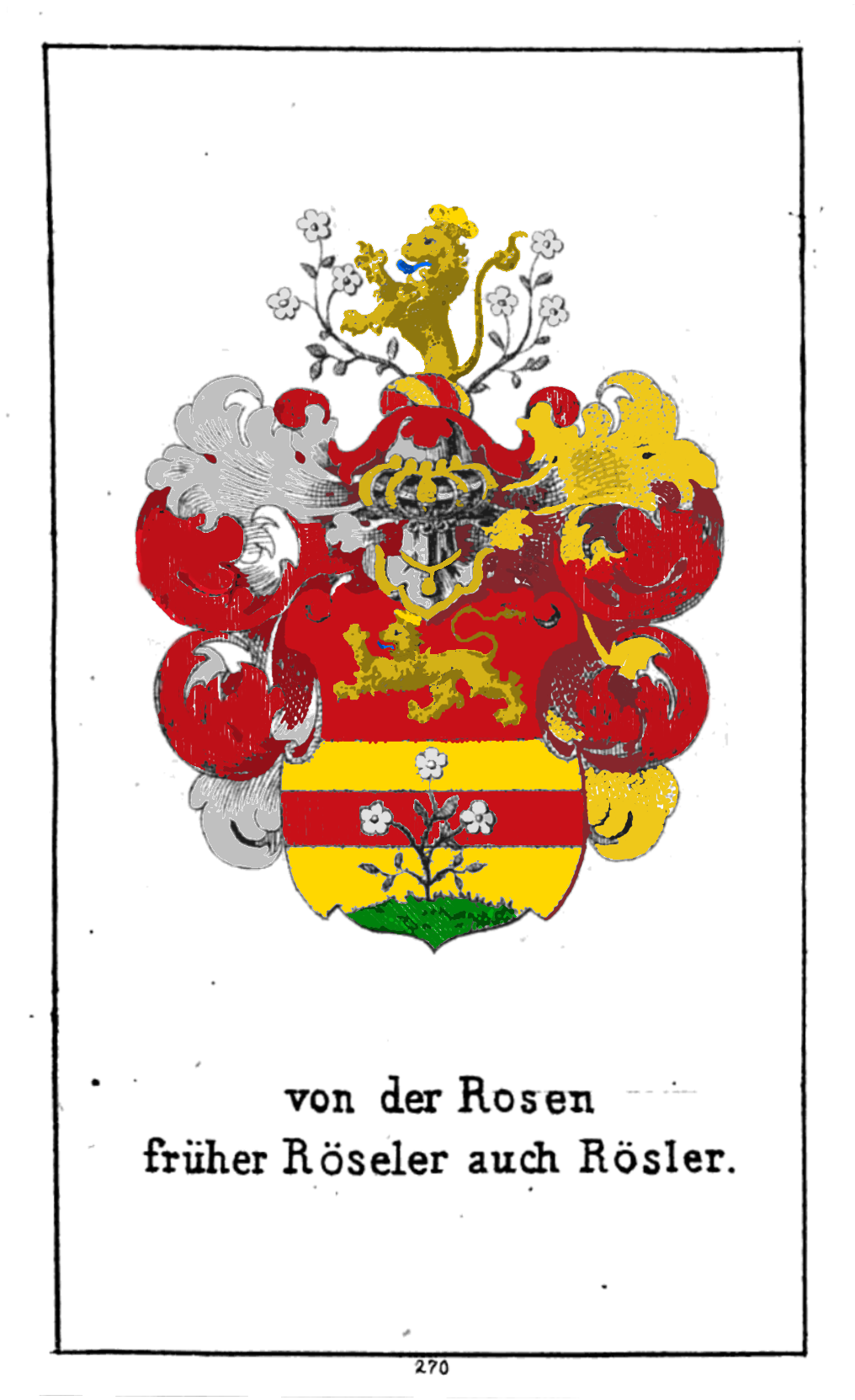
Jakob Röslers am 28. April 1546 verliehenes Wappen. Schwarz-Weiß-Vorlage abgebildet bei Leonhard Dorst, eingefärbt nach Beschreibung im gleichen Buch.

Jakob Rösler (auch Jacob Rösler, Jacob Röseler, seit 1546 Jakob von der Rosen; * 1512/13 in Görlitz; † 2. Februar 1558), ein Sohn Georg Röslers, war Bürgermeister von Görlitz in den Jahren 1546 und 1547.

## Leben
Rösler ging in seiner Geburtsstadt Görlitz zur Schule und studierte um 1529/30 in Wittenberg, 1531 in Leipzig. Sich selbst bezeichnete er als „der jungste der zeyt“. Zunächst studierte er Philosophie, dann, „um doch die warheit zu redenn nicht mit großen fromen“, Jura. 1535 kehrte er nach Görlitz zurück und heiratete, wie sein Vater wünschte, Appolonia Braun. Aus der Ehe entstammte Georg Rösler (* 19. Januar 1539 in Görlitz; 30. August 1562: ⚭ Anna Neumann; 5. März 1576: ⚭ Anna, Tochter des Joachim Frenzel; † 13. Februar 1596 in Görlitz) und möglicherweise weitere Kinder.
Er wurde 1538 in den Görlitzer Rat gewählt und verblieb darin bis zu seinem Tod im Jahr 1558.
Am 28. April 1546 wurde er in Regensburg neben seinen Brüdern Matthias, Onoffrius, Bonaventura und Franz von Kaiser Karl V. geadelt. Im darauffolgenden September wurde Rösler „schon mitten in den Ereignissen des Schmalkaldischen Krieges“ als 33-Jähriger zum Bürgermeister gewählt. Vielleicht, so Friedrich Pietsch, weil er „durch seine Vergangenheit am wenigsten eindeutig auf eine Linie festgelegt war“. Eigentlich war zunächst Röslers Schwager Stetzel als Bürgermeister bestimmt, „vmb schwachheit halben“ wurde er es aber doch nicht. Rösler blieb zwei Jahre (bis 1548) im Amt des Bürgermeisters.
Im Jahr 1547, während dem Pönfall, wurde er nach Prag abgesandt bzw. zum 1. September jenes Jahres von König Ferdinand angefordert. Dem Rat der Stadt Görlitz hatte der König die unterbliebene Beteiligung am Schmalkaldischen Krieg vorgeworfen. Mit ungefähr hundert Ratsangehörigen der Sechsstädte, darunter beispielsweise Peter Skorler, erschien Rösler am 5. September vor dem königlichen Gericht. Es folgte der Verlust der politischen Freiheit und der finanziellen Unabhängigkeit des Sechsstädtebundes. Anfang Oktober, nach der Bezahlung „unter außerordentlich großen Anstrengungen“ zumindest der Hälfte der Strafe für Görlitz von 40.000 Gulden, wurden die Ratsmitglieder aus der Prager Haft entlassen.